# Pointe à la Hache
Pointe à la Hache är administrativ huvudort i Plaquemines Parish i Louisiana. Vid 2010 års folkräkning hade Pointe à la Hache 187 invånare.